# Matt Bishop
Matt Bishop var chefredaktör för formel 1-tidningen F1 Racing. 
Bishop lämnadetidningen i december 2007 för att i stället ansvara för kommunikation och public relations hos formel 1-stallet McLaren från och med 2008.